# Кубок Кіпру з футболу 1998—1999
Кубок Кіпру з футболу 1998–1999 — 57-й розіграш кубкового футбольного турніру на Кіпрі. Титул здобув АПОЕЛ.

## Календар
| Раунд            | Дата                                                | Матчі | Клуби   |
| ---------------- | --------------------------------------------------- | ----- | ------- |
| Попередній раунд | 15 листопада 1998, 19 листопада 1998 (перегравання) | 18+4  | 50 → 32 |
| 1/16 фіналу      | 2 грудня 1998                                       | 16    | 32 → 16 |
| 1/8 фіналу       | 6/20 січня 1999                                     | 16    | 16 → 8  |
| 1/4 фіналу       | 30 січня/24 лютого 1999                             | 8     | 8 → 4   |
| 1/2 фіналу       | 10 березня/14 квітня 1999                           | 4     | 4 → 2   |
| Фінал            | 8 травня 1999                                       | 1     | 2 → 1   |

## 1/16 фіналу
| Команда 1                | Рахунок | Команда 2                   |
| ------------------------ | ------- | --------------------------- |
| 2 грудня 1998            |         |                             |
| АЕК (Какопетрія) (4)     | 1:5     | АПОЕЛ                       |
| АЕЛ                      | 7:1     | Акрітас (Хлоракас) (2)      |
| АЕЗ Закакіу (2)          | 0:3     | Енозіс Неон (Паралімні)     |
| Анагеннісі (Дерінья) (2) | 1:3 дч  | Аполлон (Лімпіон) (4)       |
| Анортосіс                | 10:0    | Енозіс Неон (Лакатамія) (4) |
| Аполлон                  | 9:0     | Елія (Літродонтас) (3)      |
| АПОП (2)                 | 1:2     | Олімпіакос (Нікосія)        |
| Аріс                     | 3:0     | АЕК (Кітрея) (4)            |
| Докса Катокопіас         | 2:0     | АТЕ ПЕК Ергатон (3)         |
| Етнікос (Ахна)           | 5:0     | Докса Паліометохо (3)       |
| Етнікос (Ассія) (2)      | 3:5     | Евагорас Пафос              |
| Неа Саламіна Фамагуста   | 6:0     | Онісілос (2)                |
| Омонія (Арадіпу) (2)     | 0:6     | АЕК (Ларнака)               |
| Омонія (Нікосія)         | 8:0     | АПЕП (3)                    |
| ПАЕЕК (2)                | 0:2     | Алкі                        |
| ТОІ Авгору (4)           | 2:0     | Ая-Напа (3)                 |

## 1/8 фіналу
| Команда 1               | Заг.    | Команда 2             | 1-й матч | 2-й матч |
| ----------------------- | ------- | --------------------- | -------- | -------- |
| 6/20 січня 1999         |         |                       |          |          |
| АЕЛ                     | 4:4 (ч) | Етнікос (Ахна)        | 4:2      | 0:2      |
| Алкі                    | 2:9     | АЕК (Ларнака)         | 0:4      | 2:5      |
| Анортосіс               | 3:2     | Аполлон               | 1:1      | 2:1      |
| АПОЕЛ                   | 3:2     | Докса Катокопіас      | 1:0      | 2:2      |
| Аріс                    | 4:7     | Евагорас Пафос        | 2:3      | 2:4      |
| Енозіс Неон (Паралімні) | 11:0    | Аполлон (Лімпіон) (4) | 9:0      | 2:0      |
| Неа Саламіна Фамагуста  | 13:0    | ТОІ Авгору (4)        | 9:0      | 4:0      |
| Омонія (Нікосія)        | 6:1     | Олімпіакос (Нікосія)  | 4:0      | 2:1      |

## 1/4 фіналу
| Команда 1               | Заг. | Команда 2               | 1-й матч | 2-й матч |
| ----------------------- | ---- | ----------------------- | -------- | -------- |
| 30 січня/24 лютого 1999 |      |                         |          |          |
| АЕК (Ларнака)           | 5:7  | Неа Саламіна Фамагуста  | 4:3      | 1:4      |
| АПОЕЛ                   | 5:2  | Омонія (Нікосія)        | 2:2      | 3:0      |
| Евагорас Пафос          | 3:5  | Анортосіс               | 0:3      | 3:2      |
| Етнікос (Ахна)          | 1:0  | Енозіс Неон (Паралімні) | 1:0      | 0:0      |

## 1/2 фіналу
| Команда 1                 | Заг. | Команда 2      | 1-й матч | 2-й матч |
| ------------------------- | ---- | -------------- | -------- | -------- |
| 10 березня/14 квітня 1999 |      |                |          |          |
| Неа Саламіна Фамагуста    | 3:7  | АПОЕЛ          | 2:3      | 1:4      |
| Анортосіс                 | 5:3  | Етнікос (Ахна) | 2:2      | 3:1      |

## Фінал
| 8 травня 1999 |

| АПОЕЛ                   | 2:0      | Анортосіс |
| ----------------------- | -------- | --------- |
| Марсело 73', 81' (пен.) | Протокол |           |

| Циріон, Лімасол Глядачів: 14 832 Арбітр: Яннакіс Кіпріанідес |